# 이엠넷
이엠넷(Emnet Inc.)은 대한민국의 광고 기업이다.
 본사는 서울시 구로구 디지털로34길 27 (구로동, 대륭포스트타워 3차 14층)에 위치해 있으며 대표이사는 김영원이다.

## 상장
2011년 11월 25일에 공모가 6,400원에 상장하였다.

## 같이 보기
- 치지직

## 참고문헌
1. ↑  <코>이엠넷, 현재가 6.12% 급등, 서울경제, 2023-12-26
2. ↑  스레드 계속된 인기몰이에 온라인광고株 이엠넷 주가, 전자신문, 2023-07-14
3. ↑  이엠넷 '상한가', 프라임뉴스, 2023.07.07